# Srednjeevropska univerza
Srednjeevropska univerza (Central European University, CEU) je zasebna univerza s kampusi na Dunaju (Avstrija) in v Budimpešti (Madžarska), ki ponuja študij na področjih humanistike, družbenih ved, prava, javnih politik, managementa, okoljskih ved in matematike.
Univerzo je ustanovil madžarsko-ameriški upravitelj hedge skladov, politični aktivist in filantrop George Soros. S proračunom 880 milijonov ameriških dolarjev je CEU ena najbogatejših univerz v Evropi. Tvori jo 13 akademskih oddelkov, 17 raziskovalnih centrov in dveh šol. CEU zastopa načelo odprtih družb.